# Storsjön (Värmdö socken, Uppland)
Storsjön är en sjö på Fågelbrolandet i Värmdö kommun, Uppland och ingår i Norrström-Tyresåns kustområde. Sjön är 16 meter djup, har en yta på 0,891 kvadratkilometer och befinner sig 6,1 meter över havet.

## Delavrinningsområde
Storsjön ingår i det delavrinningsområde (657530-166157) som SMHI kallar för Rinner till Nämdöfjärden. Medelhöjden är 14 meter över havet och ytan är 12,09 kvadratkilometer. Det finns inga avrinningsområden uppströms utan avrinningsområdet är högsta punkten. Avrinningsområdets utflöde mynnar i havet, utan att ha någon enskild mynningsplats.